# Bathyraja abyssicola
Bathyraja abyssicola е вид хрущялна риба от семейство Морски лисици (Rajidae).

## Разпространение
Видът е разпространен в Русия, САЩ (Вашингтон, Калифорния и Орегон) и Япония.